# Derek and the Dominos
Derek and the Dominos foi uma banda de blues-rock formada na primavera de 1970 pelo guitarrista e vocalista Eric Clapton com o baixista Carl Radle, o pianista Bobby Whitlock e o baterista Jim Gordon, que haviam tocado com ele no grupo Delaney, Bonnie & Friends.
A banda lançou apenas um álbum de estúdio, Layla and Other Assorted Love Songs, com contribuições significativas do guitarrista convidado Duane Allman, do The Allman Brothers Band.

## Antecedentes
As raízes da formação da banda podem ser encontradas no envolvimento de seus integrantes com o conjunto Delaney, Bonnie & Friends, do qual todos faziam parte—inclusive Duane Allman, que ocupou a vaga que posteriormente seria de Eric Clapton. A separação do grupo foi causada pelas brigas constantes entre Delaney e Bonnie Bramlett. Jim Gordon e Carl Radle seguiram com Leon Russell para a turnê do álbum Mad Dogs and Englishmen de Joe Cocker, enquanto Bobby Whitlock, que não conseguiu outro trabalho, permaneceu com os Bramletts por mais algum tempo. Steve Cropper sugeriu que ele visitasse Clapton na Inglaterra; Whitlock subsequentemente passaria a morar na casa do guitarrista, e durante esse período a dupla costumava fazer jams e compor canções que mais tarde formariam grande parte do catálogo dos Dominos.
Logo depois, eles chamaram os demais músicos de Delaney & Bonnie, Dave Mason, Radle e Gordon, e juntos eles formaram o quinteto que se tornou a banda de apoio do álbum All Things Must Pass de George Harrison. Gordon, no entanto, não fora a primeira escolha para baterista, e sim Jim Keltner que, assim como Radle, era de Tulsa e esteve envolvido com Russell e Cocker.
A origem do nome "Derek and the Dominos" foi alvo de diversas histórias diferentes com o passar dos anos. De acordo com Jeff Dexter, amigo de Clapton e mestre de cerimônias de Delaney & Bonnie, o grupo permanecia anônimo quando de sua estreia ao vivo em 14 de junho de 1970 no Lyceum Theatre em Londres, sendo chamados simplesmente de "Eric Clapton and Friends". Ele perguntou então se não teriam um nome melhor, no que Clapton e Harrison concordaram, surgindo com Derek and the Dominos. Whitlock, no entanto, afirma que após deixar o palco no final daquela primeira apresentação, Tony Ashton, do trio Ashton, Gardner and Dyke, havia simplesmente pronunciado o nome provisório de "Eric and the Dynamos" como "Derek and the Dominos". Outra versão emergiu na autobiografia de Clapton, onde o guitarrista mantém que foi Ashton quem lhe sugeriu o nome "Del and the Dominos" (sendo "Del" um apelido de Clapton). Del e Eric foram então combinados, dando origem ao nome Derek.
De qualquer maneira, o grupo assumiu o novo nome e embarcou numa turnê de verão por clubes pequenos na Inglaterra, em que Clapton escolheu tocar anonimamente, ainda receoso da fama e caos que ele sentia ter amaldiçoado o Cream e o Blind Faith. Um artigo sobre a banda na revista Hit Parader deu a entender que os contratos do grupo com as casas de show que agendavam seus concertos traziam cláusulas específicas proibindo o uso do nome de Clapton como chamariz.
A partir de agosto de 1970, o grupo começou a trabalhar nas gravações de um álbum de material original sob a supervisão do produtor Tom Dowd no Criteria Studios, Miami. Parecia, no entanto, que alguma coisa ainda faltava a seu som.

## Entrada de Duane Allman
Após alguns dias sem grandes resultados no estúdio, Dowd, que também estava produzindo na época o álbum Idlewild South do The Allman Brothers Band, convidou Clapton para um concerto do grupo em Miami, onde o guitarrista ouviu Duane Allman tocando pela primeira vez. Os Dominos entraram no show com a ajuda de Dowd, e sentaram-se entre o palco e os fãs.
Após o concerto, Eric convidou a banda para uma jam session no Criteria Studios. Dowd recordou-se mais tarde do momento: "Acionamos as fitas e eles ficaram de 15 a 18 horas tocando. Simplesmente mantivemos as máquinas rodando. Coordenei de duas a três equipes de engenheiros-de-som. Foi uma experiência maravilhosa".
As jams seriam lançadas anos mais tarde no segundo CD da caixa The Layla Sessions: 20th Anniversary Edition. Terminada a sessão, Duane demonstrou interesse em ficar no estúdio observando os Dominos gravarem, mas Clapton teve uma ideia melhor. De acordo com Dowd, ele disse: "Traga sua guitarra. Precisamos tocar". Quando Duane chegou no Criteria Studios em 28 de agosto para gravar "Tell the Truth", as sessões repentinamente ganharam um novo significado.
Naquele primeiro dia, Allman também adicionou slide guitar à faixa "Nobody Knows You When You're Down and Out" e, num período de apenas quatro dias, o grupo gravou as canções "Key to the Highway", "Have You Ever Loved a Woman" e "Why Does Love Got to be So Sad". Com a chegada de setembro, Duane partiu brevemente para cumprir a agenda de shows do Allman Brothers. Nos dois dias que ele esteve ausente, o Dominos gravou "I Looked Away", "Bell Bottom Blues" e "Keep on Growing". Duane voltou no dia 3 de setembro para participar de "I am Yours", "Anyday" e "It's Too Late". No dia 9, todos participaram da sessão de gravação de "Little Wing" e "Layla". No dia seguinte a última faixa, "Thorn Tree in the Garden", foi finalmente registrada.
Com o fim das gravações, Clapton convidou Allman para tornar-se o quinto e último integrante oficial dos Dominos, mas ele recusou, preferindo permanecer fiel à sua própria banda.

## O álbumLayla
Embora comumente creditado a Clapton, o álbum foi na verdade um esforço de equipe.  Apenas duas das quatorze canções foram compostas por Clapton sozinho, enquanto Whitlock compôs a sós apenas uma, "Thorn Tree in the Garden". Mais exatamente, a maioria das canções foram o resultado de uma parceria entre Clapton e Whitlock, com a inclusão também de alguns destaques do blues, como "Nobody Knows You When You're Down and Out" (de Jimmie Cox), "Have You Ever Loved a Woman" (canção de Billy Myles gravada originalmente por Freddie King) e "Key to the Highway" (William 'Big Bill' Broonzy).
A adição desta última foi puro acidente—a banda ouvira o cantor Sam Samudio ("Sam the Sham") em outro cômodo do estúdio gravando-a, gostaram da melodia e começaram a tocá-la espontaneamente. O produtor Dowd percebeu o que estava acontecendo, rapidamente instruindo os engenheiros-de-som a "ligar a maldita máquina!" e começar a gravar, o que explica a razão da faixa começar com um fade-in, indicando que a música já estava sendo tocada.
"Tell the Truth" foi originalmente gravada em junho de 1970 sob a direção de Phil Spector durante as sessões de All Things Must Pass numa versão rápida e alegre, lançada pouco depois como single. Foi contudo regravada durante as sessões de Layla, agora numa tomada longa e mais arrastada. A versão final é uma combinação de ambas: o passo frenético do single é diminuído durante a velocidade calma do instrumental.
"Layla", a faixa do álbum mais popular e aclamada pela crítica, foi registrada em sessões distintas; a seção de abertura com as guitarras foi gravada primeiro, com a segunda seção trabalhada semanas depois. Duane Allman contribuiu com as notas de abertura, e Clapton considerou então que a canção precisava de uma conclusão decente; um final abrupto diminuiria a intensidade da música, e um fade-out depreciaria a urgência da letra. A solução veio na forma de uma melancólica peça de piano composta e tocada pelo baterista Jim Gordon. Na época ele estava compondo e ensaiando para um álbum solo, quando Clapton ouviu acidentalmente a peça de piano. Ele pediu permissão para usá-la na conclusão de "Layla", Gordon concordou e a canção finalmente foi completada.
Quando o álbum foi lançado em novembro de 1970, foi um fracasso comercial e de crítica, não conseguindo figurar entre os dez mais vendidos nos Estados Unidos e nem ao menos entrar nas paradas musicais no Reino Unido. Recebeu em suma pouca atenção, segundo alguns culpa da Polydor por não promover o trabalho como devia, além da ignorância geral de que Eric Clapton integrava a banda.

## Apresentações ao vivo
Após a gravação de Layla and Other Assorted Love Songs, o grupo embarcou numa turnê regada a drogas que visitou diversas cidades dos Estados Unidos. Allman, que voltara para sua banda original com o fim das gravações de Layla, participou de dois concertos, um no Curtis Hixon Hall em Tampa, Flórida, realizado em 1 de dezembro de 1970, e outro no Onondaga County War Memorial em Syracuse, Nova York, na noite seguinte.
Apesar das drogas, a turnê acabou rendendo um bem recebido álbum ao vivo, In Concert, gravado durante um par de shows no Fillmore East em Nova York. Seis faixas deste álbum foram remasterizadas e incluídas em outro álbum ao vivo, Live at the Fillmore, lançado em 1994.

## Tragédias e separação
A breve carreira do grupo foi marcada pela tragédia. Ainda durante as sessões de gravação de Layla, Clapton ficou devastado ao saber da morte de seu amigo e colega de profissão Jimi Hendrix; oito dias antes a banda havia gravado uma versão de "Little Wing", que foi acrescentada ao álbum como forma de homenagem. Um ano depois, Duane Allman morreu em um acidente de motocicleta. Para piorar os infortúnios de Clapton, Layla recebeu críticas indiferentes e vendeu minimamente quando de seu lançamento original. O guitarrista levou isso para o lado pessoal, o que acelerou sua entrada em um espiral de depressão e vício em drogas. Relembrando o grupo em 1985, Clapton comentou:
| “ | Éramos uma banda de faz-de-conta. Estávamos todos nos escondendo dentro dela. Derek and the Dominos—a coisa toda... era falsa. E como tal não poderia durar. Eu tive que aparecer e admitir que era eu. Quer dizer, me tornar Derek foi um disfarce para o fato de que eu estava tentando roubar a mulher de outra pessoa. Essa era uma das razões daquilo, para que eu pudesse escrever aquelas músicas, e até mesmo usar um outro nome para Pattie. | ” |

A banda desintegrou-se de forma caótica em Londres antes que pudesse completar seu segundo LP. Mais tarde, em uma entrevista para o crítico musical Robert Palmer, Clapton disse que o segundo álbum "se decompôs no meio do caminho, culpa da paranoia e da tensão. E a banda simplesmente... se dissolveu". Embora Radle tenha continuado a trabalhar com Clapton, a separação entre o guitarrista e Whitlock foi aparentemente amarga. Radle morreu em 1980 devido a complicações renais associadas ao abuso de álcool e drogas. Jim Gordon, um esquizofrênico não-diagnosticado, matou a própria mãe com um martelo em 1983 durante um surto psicótico. Foi confinado a um hospital psiquiátrico em 1984, onde permaneceu até sua morte em 2023.
Com o fim do grupo, Clapton afastou-se das gravações e turnês para se dedicar a um intenso vício em heroína, resultando em um hiato em sua carreira só interrompido pelo Concert for Bangladesh de George Harrison em 1971 e o Rainbow Concert em 1973, organizado por Pete Townshend na tentativa de ajudar Clapton a se livrar das drogas e voltar a trabalhar.
As canções do Derek and the Dominos apareceriam posteriormente em diversas coletâneas de Clapton, enquanto o material gravado durante as sessões para o segundo e inacabado álbum foram lançadas na caixa de quatro CDs Crossroads.
O único álbum de estúdio do grupo, Layla and Other Assorted Love Songs, embora inicialmente um fracasso de crítica e de público, começou a galgar as paradas musicais em 1972, sendo desde então considerado uma das melhores e mais subestimadas obras de Clapton, aparecendo em diversas listas de melhores discos já gravados. Tom Dowd, produtor da banda, afirmou que aquele era o melhor álbum que estivera envolvido desde The Genius of Ray Charles, e que se sentia decepcionado com a desatenção que o trabalho recebeu quando de seu lançamento.

## Integrantes
- Eric Clapton (30 de março de 1945 –) - vocais, guitarra
- Bobby Whitlock (18 de março de 1948 –) - piano, teclados, guitarra, vocais de apoio
- Jim Gordon (14 de julho de 1945 – 13 de março de 2023) - bateria, percussão, piano
- Carl Radle (18 de junho de 1942 – 30 de maio de 1980) - baixo, percussão

## Discografia

### Álbuns
- 1970 - Layla and Other Assorted Love Songs
- 1973 - In Concert
- 1990 - The Layla Sessions: 20th Anniversary Edition
- 1994 - Live at the Fillmore

### Singles
- "Tell the Truth" / "Roll It Over" (Atco Records, 1970)
- "Layla" / "Bell Bottom Blues" (Polydor Records, 1970)
- "Layla" / "I Am Yours" (Atco Records, 1971)
- "Bell Bottom Blues" / "Keep On Growing" (Polydor Records, 1971)
- "Bell Bottom Blues" / "Little Wing" (RSO Records, 1973)
- "Why Does Love Got to Be So Sad" [ao vivo] / "Presence of the Lord" [ao vivo] (RSO Records, 1973)